# Gewöhnlicher Krake
Der Gewöhnliche Krake oder Gemeine Krake (Octopus vulgaris), teilweise nur Oktopus (Plural Oktopoden) genannt, ist ein Kopffüßer aus der Ordnung der Kraken.

## Verbreitungsgebiet und Lebensraum

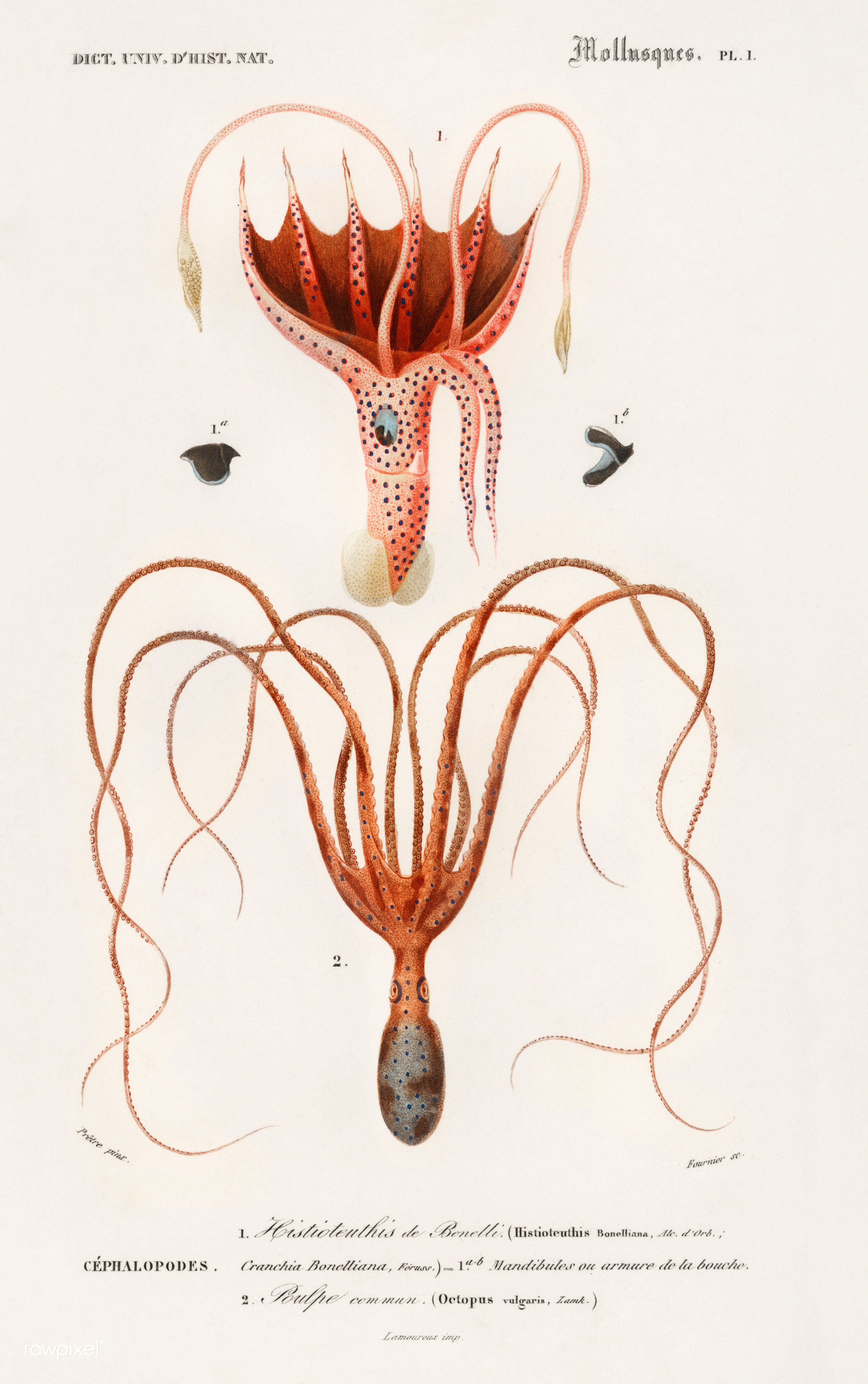
Historische Illustration von Histioteuthis bonnellii (oben) und Octopus vulgaris von Charles d’Orbigny, ca. 1840

Der Gewöhnliche Krake kommt weltweit in den Meeren der tropischen und gemäßigten Zone vor, wobei er besonders häufig im Mittelmeer, im östlichen Atlantik und in den Gewässern um Japan anzutreffen ist.
Der Gewöhnliche Krake sensu stricto ist möglicherweise nur in europäischen und nordafrikanischen Gewässern verbreitet, während es sich bei den übrigen Populationen um Vertreter von mindestens vier Arten handelt, die sich morphologisch nicht vom Gewöhnlichen Kraken unterscheiden lassen. Die Unterscheidung ist nur durch molekulargenetische Untersuchungen möglich, und die Erstbeschreibung der betreffenden Arten steht noch aus.
Die Art besiedelt das Benthos von der Küste bis zum äußeren Rand der Kontinentalschelfe in Tiefen von bis zu 200 Metern, wo der Gewöhnliche Krake eine Vielzahl von Lebensräumen wie Felsen, Korallenriffen und Seegraswiesen vorfindet.

## Merkmale
Das Pallium (die mantelartige Rückenoberfläche) des Gewöhnlichen Kraken besitzt eine weite Öffnung und wird bis zu 25 Zentimeter lang; die Fangarme erreichen eine Länge von 30 Zentimetern bis zu einem Meter und sind mit einer Doppelreihe Saugnäpfe besetzt. Die dorsalen (rückwärtigen) Arme sind am kürzesten. Die lateralen (seitlichen) Arme sind länger als die ventralen (vorderen). Der Sipho ist W-förmig und enthält unter anderem die drei Herzen, die das blaue Blut des Tieres durch den Körper pumpen. Ein Tintensack ist vorhanden. Der Gewöhnliche Krake besitzt keine Ocelli (Punktaugen) zwischen den Augen und der Basis der lateralen Arme. Der Gewöhnliche Krake hat weder Panzer noch Schale und auch keine Art von innerem Skelett. Das befähigt ihn zu großer Beweglichkeit und macht es ihm möglich, sich durch engste Öffnungen zu zwängen.

## Lebensweise
Der Gewöhnliche Krake ernährt sich hauptsächlich von Krebstieren (Krabben und Hummerartigen) sowie Weichtieren (Muscheln und Schnecken).
Weibchen produzieren zwischen 100.000 und 500.000 Eier, die in Schnüren vor allem in Spalten und Höhlen seichter Gewässer abgelegt werden. In tropischen Regionen ist die Fortpflanzung unabhängig von der Jahreszeit möglich, während in gemäßigten Regionen die wärmste Jahreszeit dafür gewählt wird. Während der Brutzeit, die abhängig von der Wassertemperatur, einen bis 5 Monate dauern kann, nehmen die Weibchen fast keine Nahrung zu sich, weshalb sie in der Regel nach dem Schlupf der Paralarven sterben. In seinen Larvalstadien ist die Paralarve des juvenilen Kraken planktonisch.
Oktopusse gelten als sehr intelligent. Sie haben ein gutes Gedächtnis und können sich zum Beispiel an Farben und Formen erinnern. Außerdem sind sie lernfähig. Sie passen ihr Verhalten an, je nachdem, welche Erfahrungen sie machen. Manche Oktopusse benutzen Steine, um Muscheln aufzuknacken. Andere schleppen leere Muschel- oder Kokosnussschalen mit sich herum, um sich jederzeit darin verstecken zu können. Oder sie kriechen schon mal in ein weggeworfenes Glas. Ein Oktopus hat neun Gehirne. Das Haupthirn befindet sich im Kopf. Zusätzlich sitzt in jedem Arm ein Gehirn. Jeder Arm kann unabhängig von den anderen gesteuert werden. Das Haupthirn kann zusätzlich alle Arme zentral steuern und koordinieren. Der Gewöhnliche Krake lebt in freier Wildbahn bis zu zwei Jahre, kann jedoch in Gefangenschaft unter optimalen Haltungsbedingungen bis zu drei Jahre alt werden.

## Systematik
Nachweise von Octopus vulgaris liegen aus allen Weltmeeren vor, wobei sich die Systematiker einig darüber sind, dass es sich um einen Artenkomplex handelt. Die Beziehungen zwischen den einzelnen Populationen sind noch nicht näher untersucht.

## Fischerei
Der Gewöhnliche Krake wird vor allem für den menschlichen Verzehr gefangen und als fangfrische Ware, gefroren oder getrocknet und gesalzen angeboten. Nach den Angaben der Food and Agriculture Organization wurden 1999 34.262 Tonnen gefangen, wobei Mexiko mit 19.081 und Italien mit 8.844 Tonnen die größten Mengen fingen.
Zwischen 1950 und 2018 haben sich die Fangmengen mehr als verzehnfacht. Von den rund 380.000 Tonnen Oktopus, die jährlich aus den Meeren geholt werden, importierten die EU-Länder 2021 über 100.000 Tonnen, im Wert von 972 Millionen Euro. In Westafrika (u. a. in Mauretanien) gefährden Überfischung und illegaler Fang in Schutzgebieten dabei nicht nur die Stabilität der Oktopuspopulationen, sondern auch die allgemeine Artenvielfalt, da Oktopusse als Jäger eine wichtige Funktion in der Nahrungskette einnehmen. Eine Zucht in Aquakultur ist bisher nicht geglückt, da der komplexe Lebenszyklus der Tiere in Gefangenschaft nur schwer darstellbar ist. Im Hafen von Las Palmas auf der Kanareninsel Gran Canaria plant ein Fischereiunternehmen die erste Krakenzuchtanlage der Welt im industriellen Maßstab. Dagegen regt sich allerdings scharfer Protest und es wurde noch keine Genehmigung seitens der Behörden erteilt.

## Gefahren durch Umweltverschmutzung
Jeden Tag entstehen auf der ganzen Welt Unmengen an Müll, darunter sehr viel Plastikmüll. Ein Teil davon gelangt über Abwässer, Flüsse und Bäche oder direkt in die Meere. Plastik ist eine große Gefahr für Meerestiere. Sie verletzen sich an den Teilen oder verwechseln diese mit Nahrung. Viele Tiere verhungern mit einem Magen voll Plastik. Auch kleinste Plastikteilchen, sogenanntes Mikroplastik, sind gefährlich. Die Tiere erkranken oder sterben daran.

## Nachweise
1. 1 2 3  Octopus vulgaris Animal Diversity Web, abgerufen am 13. Dezember 2023
2. ↑  Mark D. Norman, Julian K. Finn, F. G. Hochberg: Family Octopodidae. In: Patrizia Jereb, Clyde F. E. Roper, Mark D. Norman, Julian K. Finn (Hrsg.): Cephalopods of the world. An annotated and illustrated catalogue of cephalopod species known to date (= FAO Species Catalogue for Fishery Purposes. Band 3, Nr. 4). Volume 3. Octopods and Vampire Squids. FAO, Rom 2014, ISBN 978-92-5107989-8, S. 36–215, hier S. 40–47 (fao.org [PDF; 26,3 MB]).
3. ↑  Polvo-comum. Octopus vulgaris IUCN, abgerufen am 13. Dezember 2023
4. ↑  weichtiere.at Kraken Stand: 1. Mai 2008
5. 1 2  N. Bertrams, I. Gercama und T. Taylor: Zu klug für eine Delikatesse? In: Süddeutsche Zeitung Nr. 284 vom 9./10. Dezember 2023, S. 38–39
6. ↑  Oktopusse – ganz schön geheim. Abgerufen am 13. April 2025.
7. ↑  Oktopous-Orakel Paul Alterserwartung Kraken Stand: 10. Juli 2010
8. ↑  In der ersten Krakenfabrik der Welt sollen jedes Jahr eine Million Tiere sterben – doch der Widerstand wächst. 19. Juni 2024, abgerufen am 14. März 2025.
9. ↑  Oktopusse – ganz schön geheim. Abgerufen am 13. April 2025.

- Michael Hutchins (Hrsg.): Grzimek’s Animal Life Encyclopedia, 2nd edition. Volume 2, Protostomes, Farmington Hills, MI: Gale Group, 2003.